# شارون دانکن-بروستر
شارون دانکن-بروستر (انگلیسی: Sharon Duncan-Brewster؛ زادهٔ ۸ فوریهٔ ۱۹۷۶) بازیگر اهل بریتانیا است. وی از سال ۱۹۹۱ میلادی تاکنون مشغول فعالیت بوده‌است.
از فیلم‌ها یا برنامه‌های تلویزیونی که وی در آن نقش داشته است، می‌توان به روگ وان، جنگ ستارگان: بد بچ و دکتر هو اشاره کرد.